# Josef Helbling
Josef («Sepp») Helbling (* 15. Juli 1935 in Jona; † 11. September 2024) war ein Radrennfahrer aus der Schweiz.

## Sportliche Laufbahn
Helbling war Teilnehmer der Olympischen Sommerspiele 1960 in Rom. Im Zeitfahren kam er beim Sieg von Sante Gaiardoni auf den 8. Platz.
Er begann 1953 mit dem Radsport. 1954 qualifizierte er sich mit dem Sieg im Strassenradrennen Rund um die Rigi für die A-Klasse der Amateure in der Schweiz. 1959 hatte Helbling mit dem dritten Platz bei der nationalen Meisterschaft im Sprint seinen ersten grösseren Erfolg im Bahnradsport. In der Saison 1960 wurde er erneut hinter Kurt Rechsteiner Dritter der Meisterschaft im Sprint und startete in dieser Disziplin bei den UCI-Bahn-Weltmeisterschaften. In der von Jürg Boller gewonnenen Sprintmeisterschaft 1963 wurde Helbling Dritter. Nach Einsätzen in Bahnländerkämpfen gegen die Niederlande und Dänemark beendete er 1964 seine aktive Laufbahn.
Der damalige Nationaltrainer Oscar Plattner engagierte ihn 1966 als Bahntrainer. 1979 wurde er hauptamtlicher Nationaltrainer. Helbling prägte eine erfolgreiche Ära mit 15 Weltmeistertiteln, zehn davon durch Urs Freuler, sowie den beiden Olympiamedaillenerfolgen in der Einerverfolgung (1968 und 1972) von Xaver Kurmann.
Helbling organisierte 23 Austragungen des Sechstagerennens für Amateure im Zürcher Hallenstadion und wirkte 32-mal an der Tour de Suisse und bei drei Bahnradsport-Weltmeisterschaften als Kommissär. Auch auf der Offenen Rennbahn Oerlikon war er über 16 Jahre lang als Funktionär tätig. In den 1990er-Jahren arbeitete er als Allrounder auf der Geschäftsstelle des FC Winterthur.